# バルポル郡
バルポル郡（バルポルぐん、英語: Gbarpolu County）は、リベリアに15ある郡（County）の中の1つである。リベリア北西部に位置するこの郡は2000年9月14日にリベリア議会が設立を承認し、2001年にロファ郡から分離して出来た、リベリアの郡の中でも最も新しい郡である。面積9,685km2で人口は95,995人（2022年国勢調査）。中心地はボポル。

## 隣接行政区画
- グランドケープマウント郡
- ロファ郡
- ボン郡
- ボミ郡

## 下位行政区画
バルポル郡は、5地区（District）に分かれている。
- ボポル地区（Bopolu District）
- ボコム地区（Bokomu District）
- ベレク地区（Belleh District）
- バルマ地区（Gbarma District）
- コングバ地区（Kongba District）

## 歴史
1989年以降のリベリア初期の内戦で最初に内戦の犠牲となったところで内戦により、多くの建物が崩壊された。